# Daniel Moj
Daniel Moj (* 1974 in Potsdam) ist ein deutscher Journalist und Autor.

## Leben
Nach dem Abitur diente Daniel Moj zunächst 12 Jahre als Offizier der Bundeswehr unter anderem in Auslandseinsätzen im Kosovo, Afghanistan und Afrika.
Daniel Moj absolvierte ein Studium der Staats- und Sozialwissenschaften an der Universität der Bundeswehr München sowie eine Fachausbildung Public Relations (DPRG) in Heidelberg. Bis heute arbeitet Moj als Fernsehjournalist und Produzent von Filmen, Werbespots und Marketing-Content für Firmen und Organisationen. Als Journalist produziert er Beiträge und Reportagen für das Fernsehen. Daneben arbeitet er als Dozent an der Bayerischen Landeszentrale für neue Medien sowie beim ZDF, an der Deutschen Journalistenschule und der ARD.ZDF medienakademie. Eine von ihm mitverfasste Reportage über den Bundeswehreinsatz in Mali, betitelt Einsatz im Wüstensand, wurde vom ZDF im Rahmen der Sendereihe 37 Grad ausgestrahlt.
2011 erhielt die ZDF-Produktion 24 Stunden Südafrika, an der Moj mitarbeitete, eine Bronzemedaille des New York Festivals. Die Reportage Einsatz im Wüstensand – Ein Soldat auf Friedensmission, 37 Grad, wurde 2020 mit dem Goldenen Igel ausgezeichnet.
Neben seiner journalistischen Tätigkeit berät er Firmen zum Thema Corporate TV.

## Werke
- Daniel Moj, M. Ordolff: Fernsehjournalismus. 2., überarb. Auflage. UVK, Konstanz 2016, ISBN 978-3-7445-0616-8.